# 霊山 (福島県)

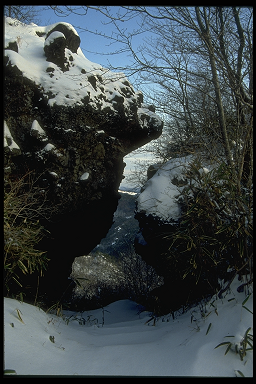
稜線近くの登山道

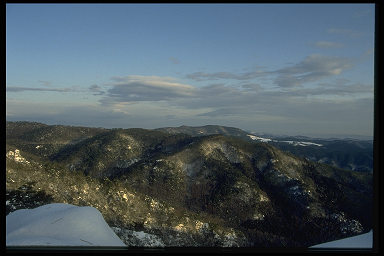
山頂近くの登山道からの風景

霊山（りょうぜん）は、福島県伊達市と相馬市との境にそびえる標高825メートルの山。国の名勝、日本百景、県立自然公園およびうつくしま百名山に指定されている。また、南北朝時代の重要な城跡遺構として国の史跡に指定されている。

## 概要
阿武隈高地の北部に位置する玄武岩の溶岩台地で、丘陵は起伏に富み、奇岩を連ねる岩山である。名前のついた巨岩も眺めのいい展望所もたくさんあり、密教ならではの祈りの痕跡も多数ある。特に「護摩壇（ごまだん）」は、荒々しい岩壁にえぐられるようにして造られており展望も良い。吾妻山・安達太良山方面の絶景よく、相馬市方面の眺めも素晴らしい。
859年（貞観元年）に慈覚大師円仁によって開山された。山の名も釈迦が修行したインドの霊鷲山にちなんで円仁によって名付けられたと伝わる。円仁が霊山寺を創建したことで東北山岳仏教の聖地となった。
南北朝時代には北畠顕家の拠点となり、1337年8月に顕家が西国に出陣した後、1347年に霊山城が落城したことで歴史の表舞台から姿を消した。
現在は遊歩道がよく整備されて登りやすい山となっており、弁天岩や天狗の相撲場、蟻の戸渡りなどの奇岩巡りができる。また、中通りと浜通りの境に位置する分水嶺の一端を成しており、西物見岩からは福島市街地や伊達郡、伊達市、東物見岩からは相馬市街地や相馬郡、太平洋まで望むことができる。
紅葉の名所としても知られており、毎年10月下旬から11月上旬には多くの登山客で賑わう。

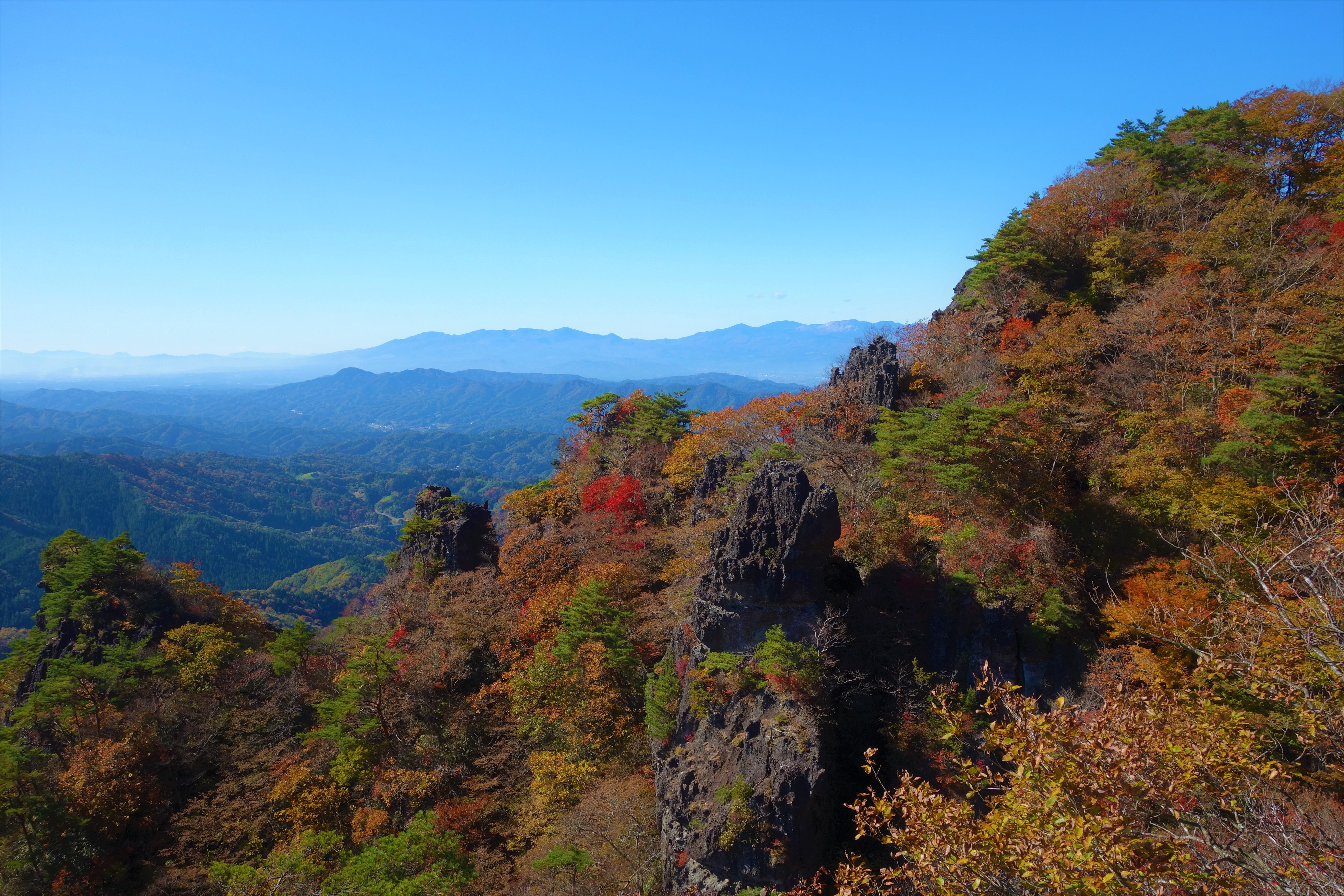
天狗の相撲場
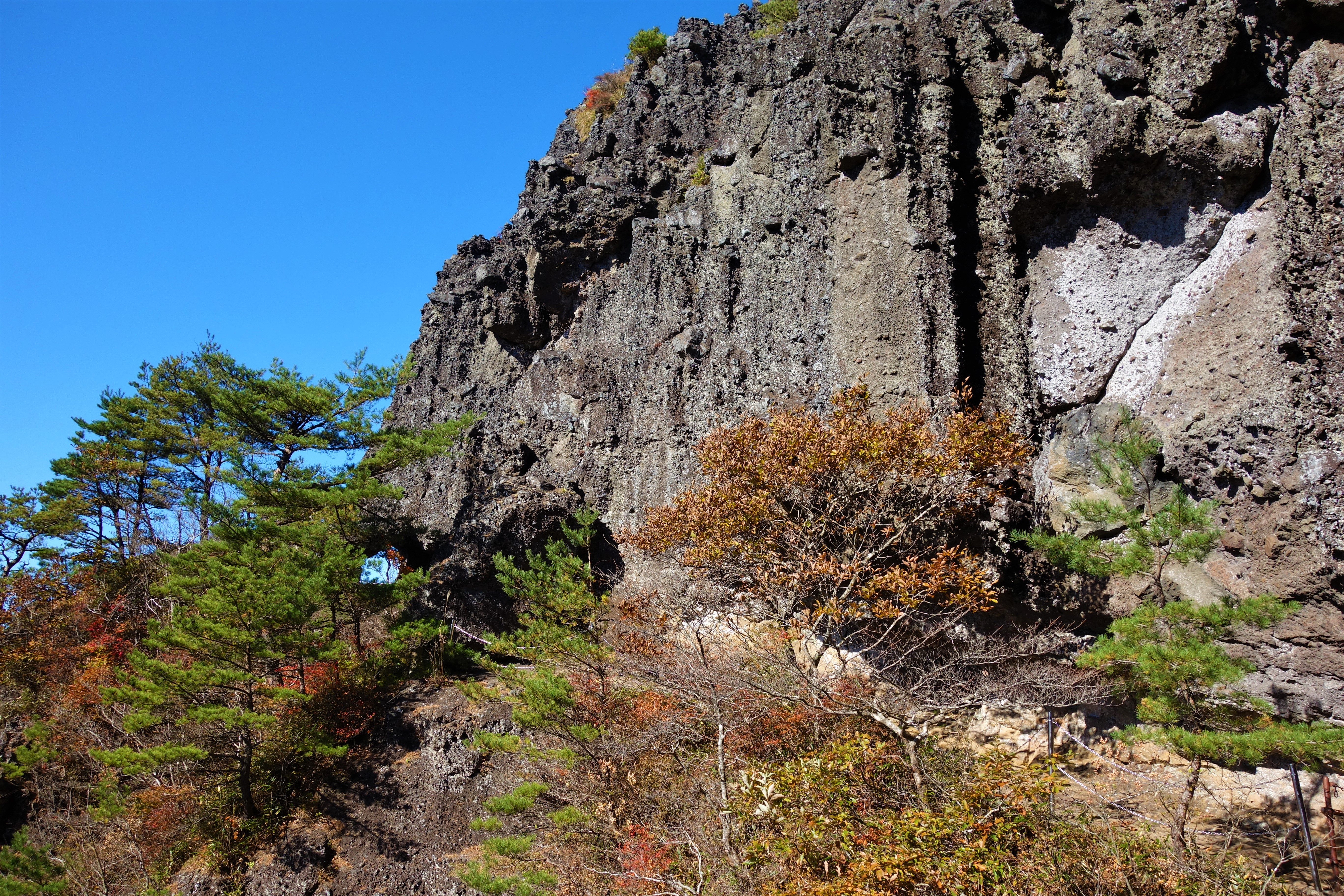
親不知子不知からの護摩壇
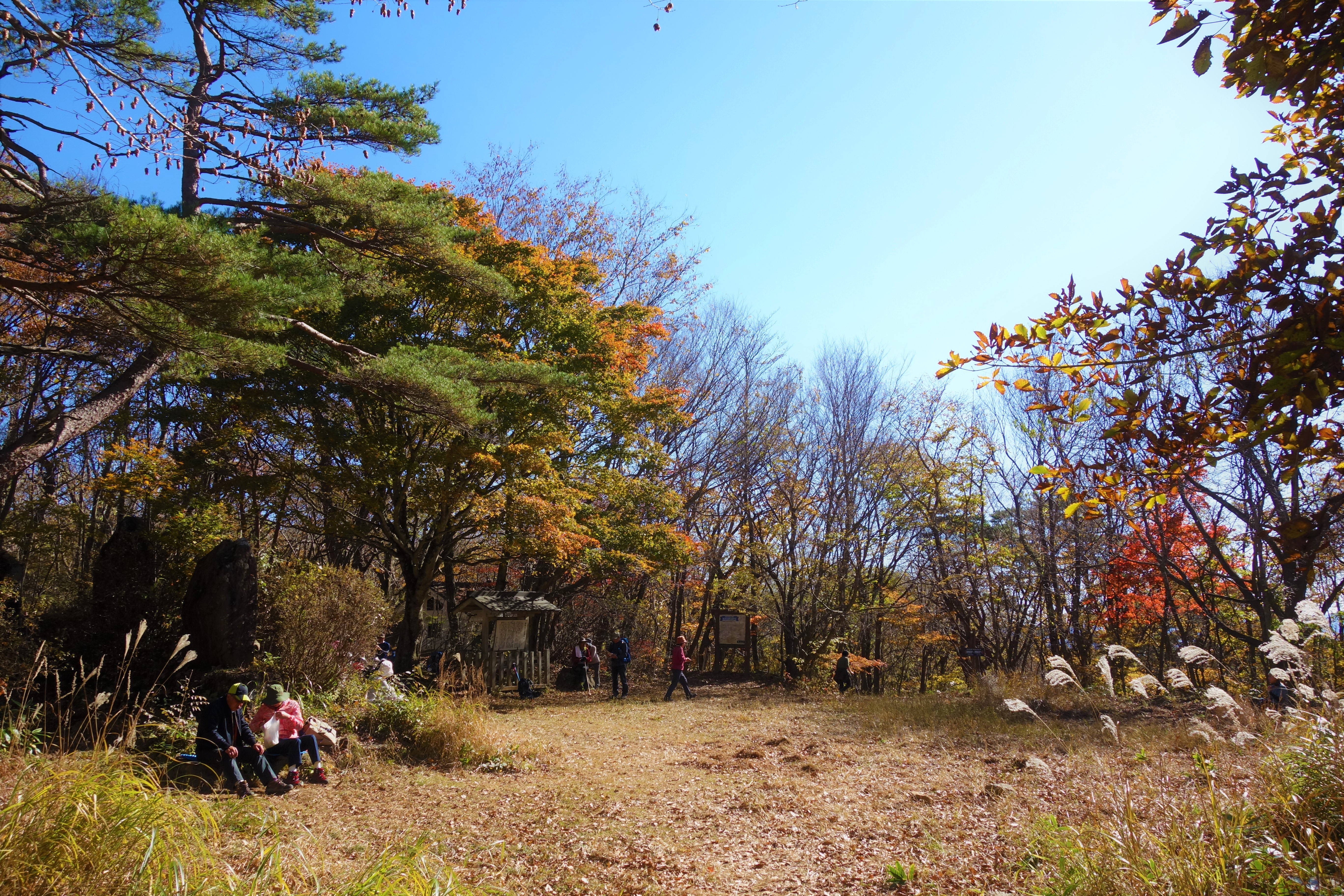
霊山城跡
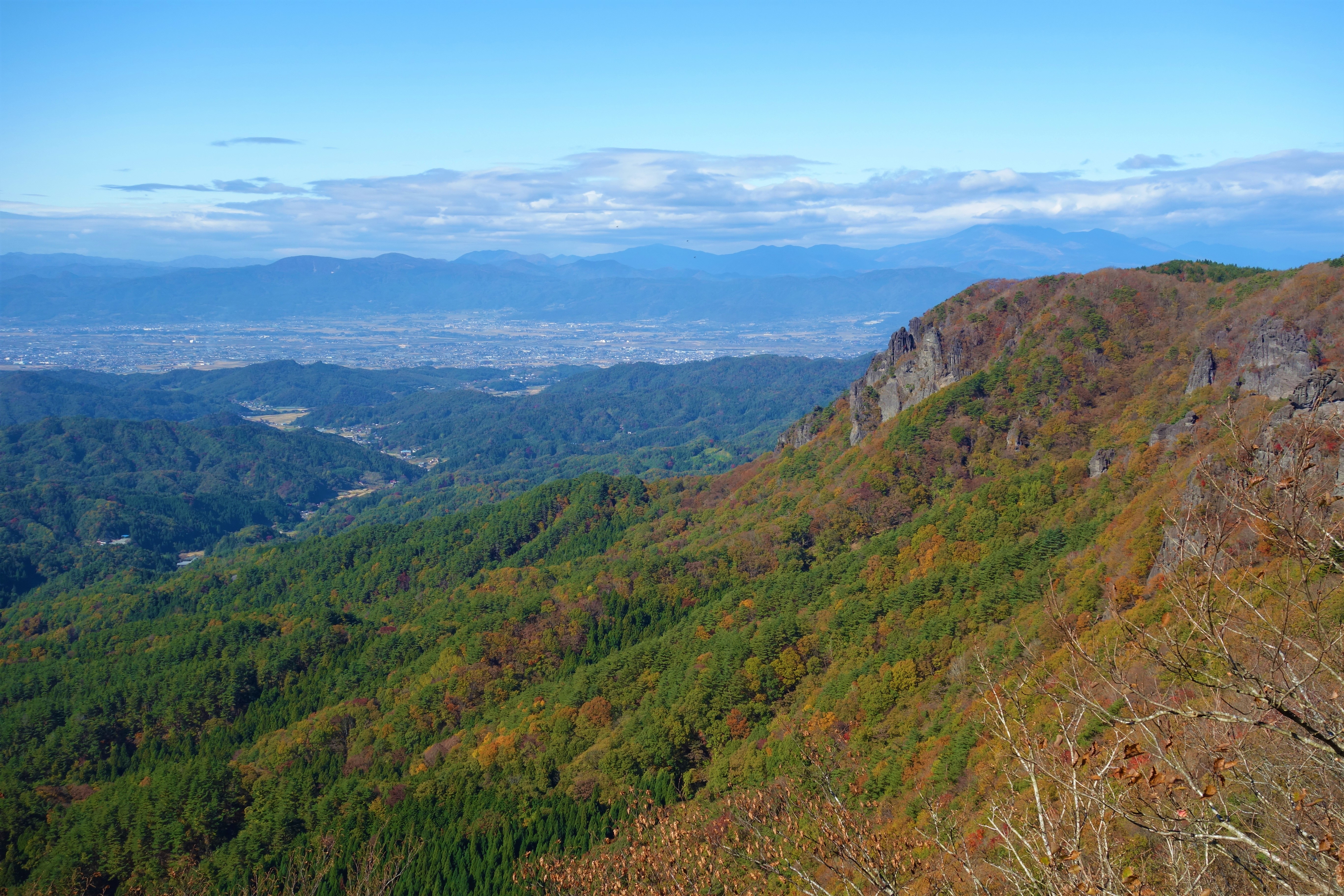
西物見岩からの蔵王（右奥）
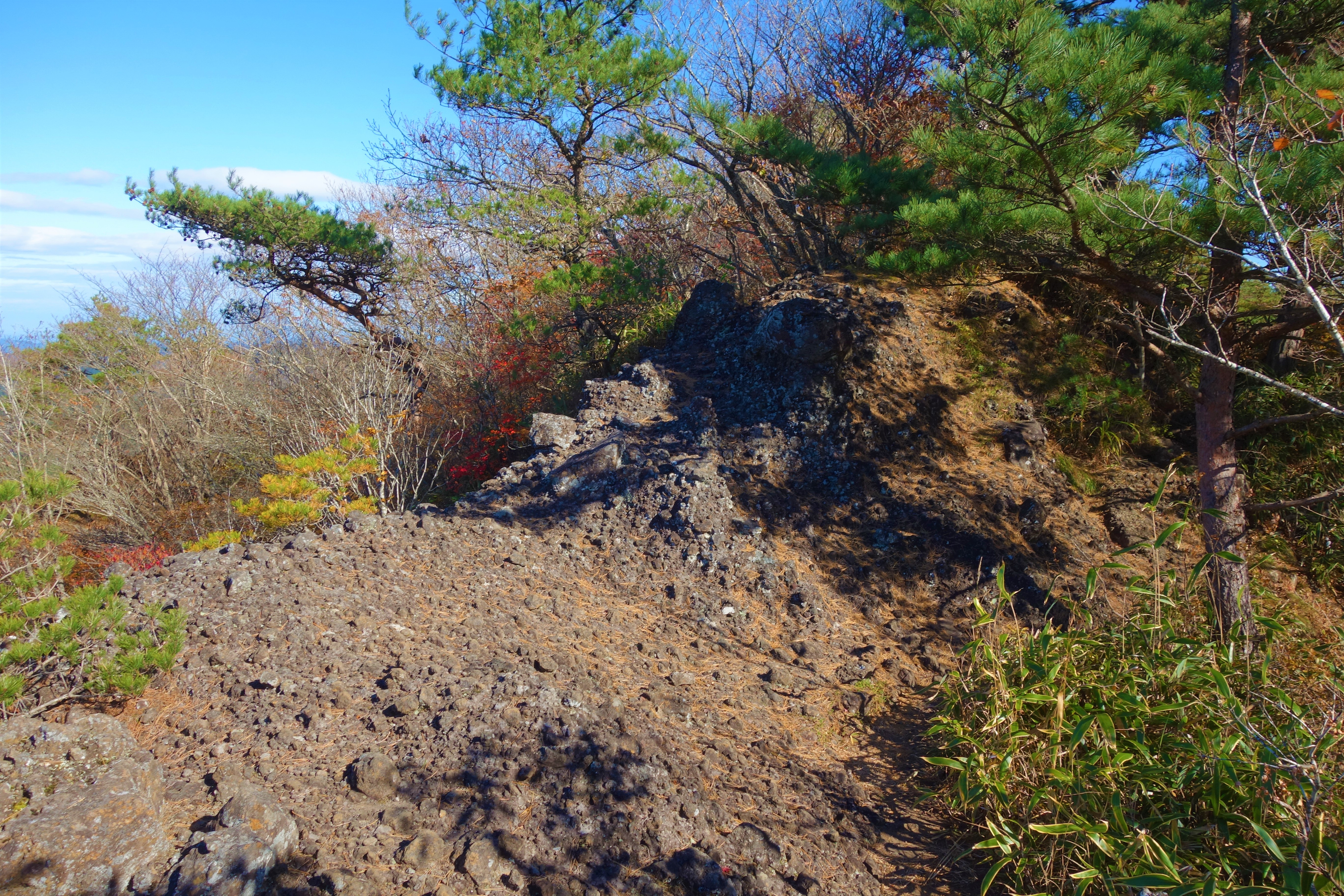
蟻の戸渡り
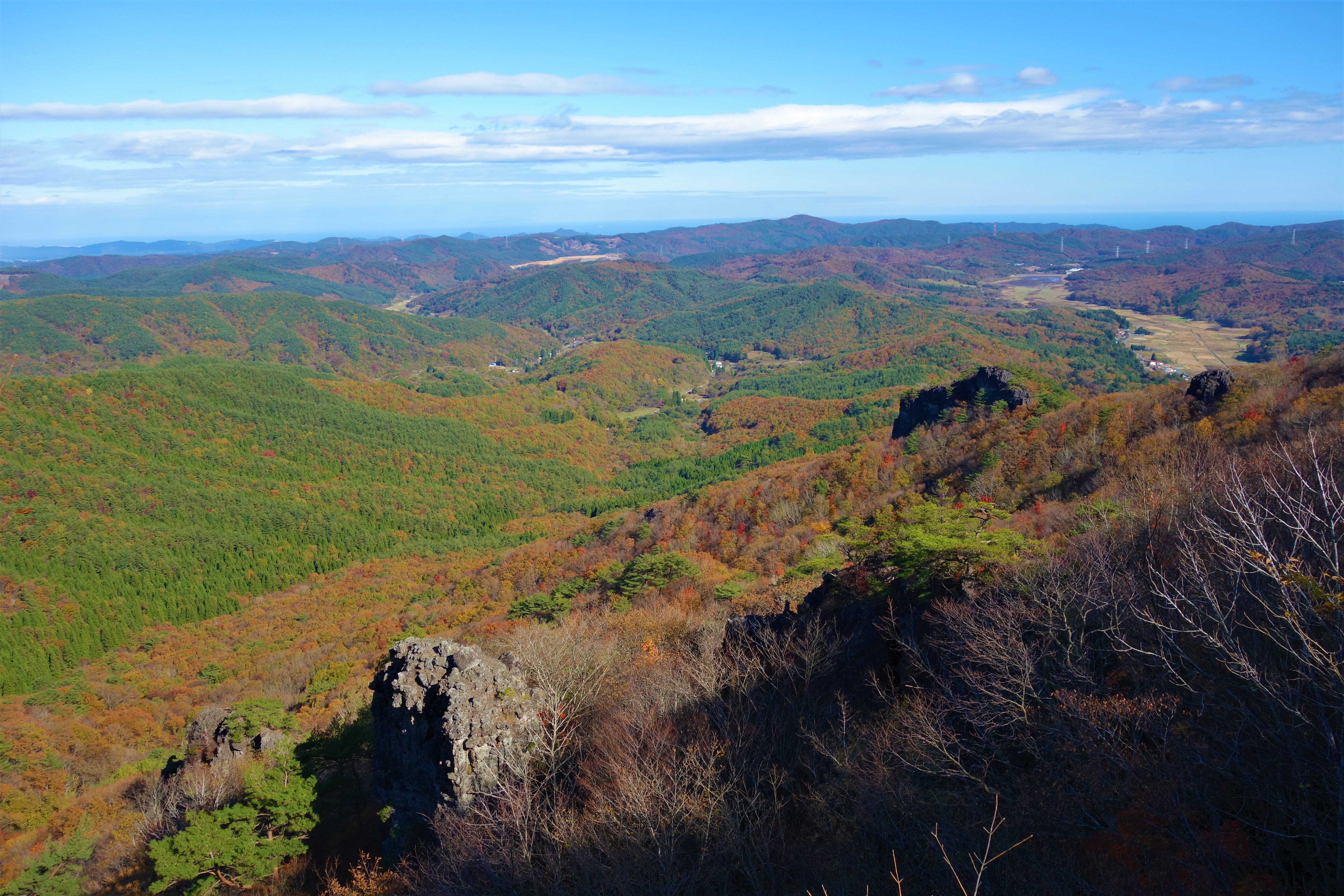
望洋台からの猿跳岩
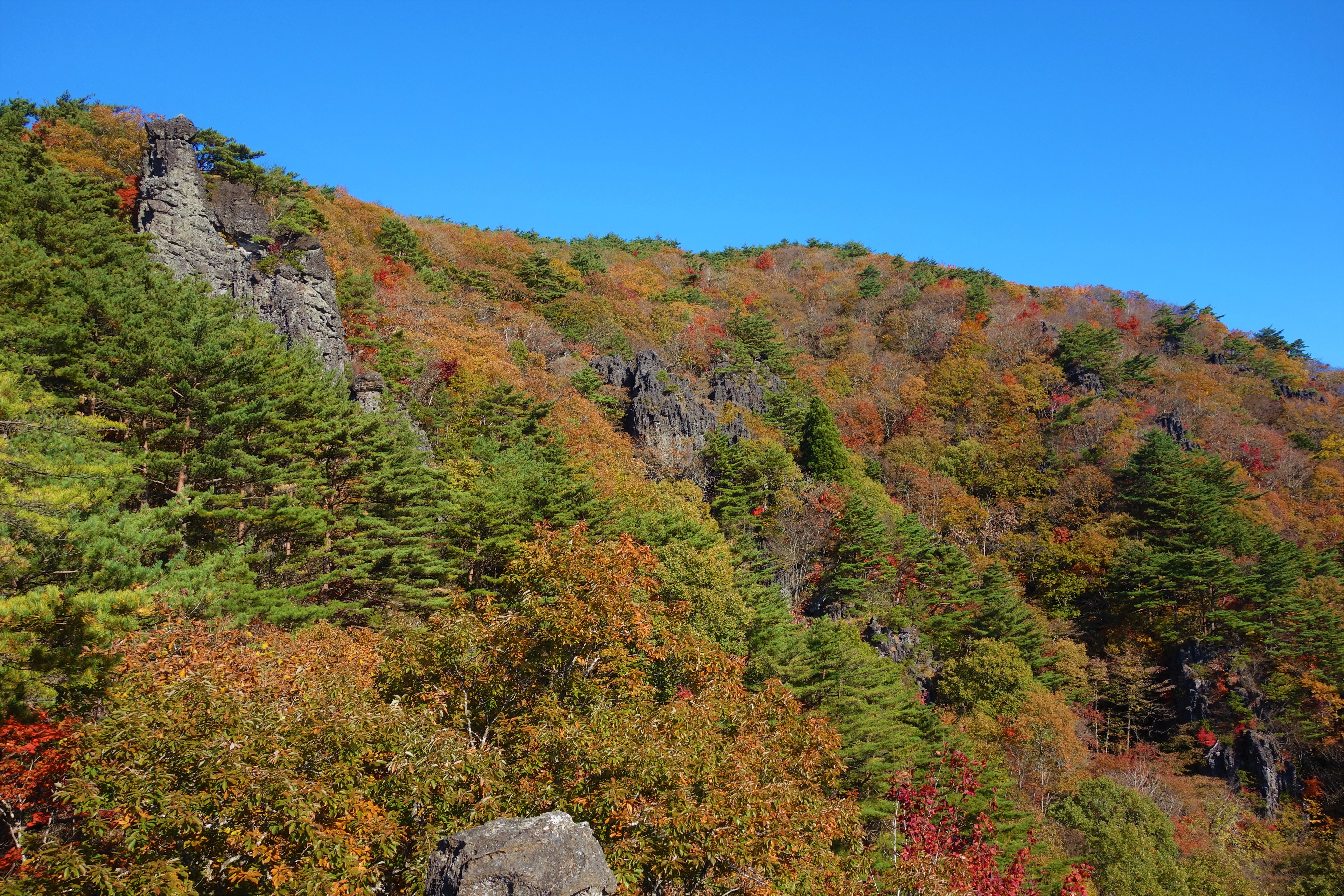
弁天岩にて
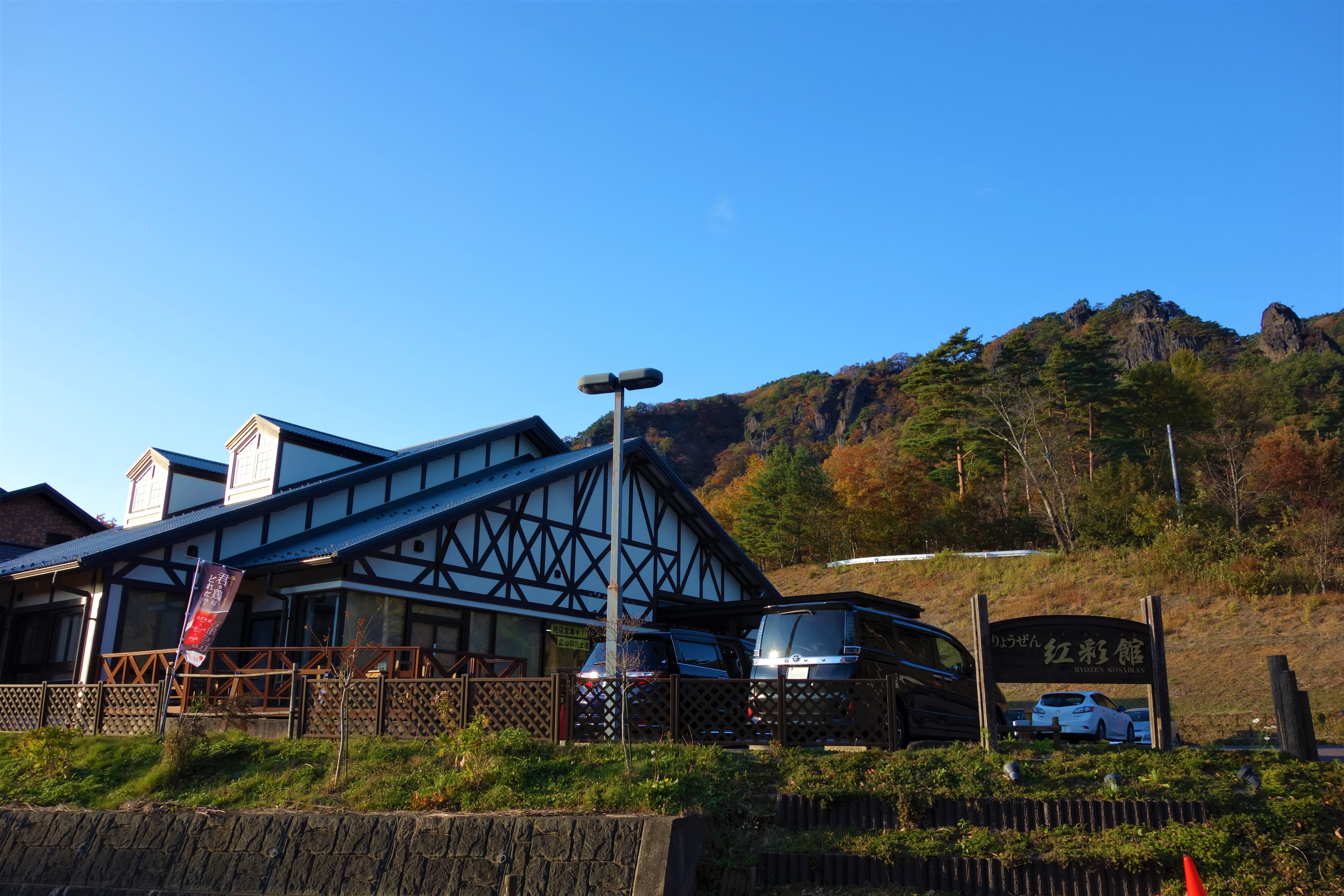
登山基地となる紅彩館

## 霊山城
南北朝時代の1337年（延元2年）、北畠顕家が霊山城を築き義良親王（後の後村上天皇）を奉じて陸奥国の国府を置くなど、奥羽地方における南朝方の一大拠点として機能した。しかし、北朝方が優勢になるにつれ、霊山の南朝軍も追い詰められていき、1347年（正平2年）、ついに落城した。以後、霊山が歴史の表舞台に現れることはなかった。

## 文化財指定
1934年（昭和9年）5月1日、「霊山（りょうぜん）」として国の史跡および名勝に指定された。
史跡の指定区分は
2（都城跡、国郡庁跡、城跡、官公庁、戦跡その他政治に関する遺跡）
であり、名勝としての指定区分は
5（岩石、洞穴）
10（山岳、丘陵、高原、平原、河川）
11（展望地点）
となっている。

## 関連作品
- 政宗ダテニクル